# Roxana Díaz
Roxana Tomasa Díaz Sánchez (Melena del Sur, 17 maggio 1981) è una velocista cubana.

## Biografia
Primatista cubana dei 200 m col tempo di 22"68, in carriera ha vinto due medaglie d'oro nei 200 m ai Giochi panamericani del 2003 e del 2007, dove vinse con la staffetta 4x100 m anche un argento e un bronzo. Nelle stesse gare ha vinto anche due ori ai Giochi centramericani e caraibici e altre 6 medaglie ai Campionati centroamericani e caraibici di atletica leggera. Partecipò ai Giochi olimpici del 2004 e del 2008 non riuscendo tuttavia ad accedere alla finale.

## Palmarès
| Anno | Manifestazione      | Sede           | Evento      | Risultato  | Prestazione | Note             |
| ---- | ------------------- | -------------- | ----------- | ---------- | ----------- | ---------------- |
| 2003 | Mondiali indoor     | Birmingham     | 60 m piani  | Batteria   | dq          |                  |
| 2003 | Campionati CAC      | Saint George's | 200 m piani | Argento    | 22"74       |                  |
| 2003 | Campionati CAC      | Saint George's | 4×100 m     | Bronzo     | 43"83       |                  |
| 2003 | Giochi panamericani | Santo Domingo  | 200 m piani | Oro        | 22"69       |                  |
| 2003 | Giochi panamericani | Santo Domingo  | 4×100 m     | Argento    | 43"40       |                  |
| 2003 | Mondiali            | Parigi         | 200 m piani | Semifinale | 23"12       |                  |
| 2003 | Mondiali            | Parigi         | 4×100 m     | Batteria   | 43"82       |                  |
| 2004 | Giochi olimpici     | Atene          | 4×100 m     | Batteria   | 43"60       |                  |
| 2005 | Campionati CAC      | Nassau         | 200 m piani | 5ª         | 23"14       |                  |
| 2005 | Campionati CAC      | Nassau         | 4×100 m     | Bronzo     | 45"07       |                  |
| 2006 | Giochi CAC          | Cartagena      | 200 m piani | Oro        | 22"76       |                  |
| 2006 | Giochi CAC          | Cartagena      | 4×100 m     | Oro        | 43"29       |                  |
| 2007 | Giochi panamericani | Rio de Janeiro | 200 m piani | Oro        | 22"90       |                  |
| 2007 | Giochi panamericani | Rio de Janeiro | 4×100 m     | Bronzo     | 43"62       |                  |
| 2007 | Mondiali            | Osaka          | 200 m piani | Semifinale | 22"98       |                  |
| 2007 | Mondiali            | Osaka          | 4x100 m     | Batteria   | dq          |                  |
| 2008 | Campionati CAC      | Cali           | 200 m piani | Argento    | 22"82       |                  |
| 2008 | Giochi olimpici     | Pechino        | 200 m piani | Semifinale | 23"12       |                  |
| 2008 | Giochi olimpici     | Pechino        | 4x400 m     | 4ª         | 3'23"21     | Record nazionale |
| 2009 | Campionati CAC      | L'Avana        | 200 m piani | Argento    | 23"56       |                  |
| 2009 | Campionati CAC      | L'Avana        | 4×400 m     | Oro        | 3'29"94     |                  |
| 2011 | Giochi panamericani | Guadalajara    | 200 m piani | 6ª         | 23"45       |                  |
| 2011 | Giochi panamericani | Guadalajara    | 4×100 m     | 4ª         | 43"97       |                  |